# لويس مورييل
لويس فرناندو مورييل فروتو (بالإسبانية: Luis Muriel)‏ (مواليد 18 أبريل 1991 في سانتو توماس، أتلانتيكو) هو لاعب كرة قدم كولومبي يجيد اللعب في مركز المهاجم. يلعب حاليا لصالح أتلانتا في الدوري الإيطالي.

## شهادة
بدأ مورييل حياته المهنية مع نادي أتلتيكو جونيور وانضم في يناير 2008 لديبورتيفو كالي. وبعد عام واحد على فريق الشباب لديبورتيفو كالي تمت ترقيته إلى الفريق بوستوبون في دوري الدرجة الأولى، الذي حصل على 12 يوليو 2009 أول مباراة له ضد نادي إنفيغادو.
وفي 22 يونيو 2010 وقع نادي أودينيزي مع مورييل مقابل 1,500,000 يورو من ديبورتيفو كالي. بعد أن كان قد سجل 9 اهداف في 10 مباراة في الدوري الكولومبي. والمعارين وشبابلكاوي غرناطة من الدرجة الثانية في إسبانيا للحصول على التجربة الأوروبية في 12 يوليو 2010.

## شهادة الدولية
مورييل هو عضو حالي في منتخب كولومبيا تحت 20 سنة لكرة القدم.

## روابط خارجية
- لويس مورييل على موقع الاتحاد الدولي (مؤرشف)  (الإنجليزية)
- لويس مورييل على موقع الاتحاد الأوربي (الإنجليزية)
- لويس مورييل على موقع قاعدة بيانات كرة القدم.إي يو (الإنجليزية)
- لويس مورييل على موقع ناشيونال فوتبول تيمز (الإنجليزية)
- لويس مورييل على موقع Soccerbase.com (لاعب) (الإنجليزية)
- لويس مورييل على موقع Soccerway.com (الإنجليزية)
- لويس مورييل على موقع عالم كرة القدم.نت (الإنجليزية)
- لويس مورييل على موقع كووورة
- لويس مورييل على موقع AS.com (الإسبانية)